# Art of this Century
Art of this Century (The Art of This Century Gallery) es el nombre de una galería de arte que Peggy Guggenheim abrió en el número 30 de la calle 57 Oeste de Nueva York en octubre-noviembre de 1942. La galería expuso importante arte contemporáneo hasta que cerró en 1947, cuando Guggenheim regresó a Europa. La galería fue diseñada por el arquitecto, artista y visionario Frederick Kiesler.

## La galería
La galería mostró obras de artistas europeos, con énfasis en el surrealismo. También exhibió las obras de artistas estadounidenses menos conocidos, que a menudo exponían por vez primera. Entre quienes expusieron en la Art of This Century Gallery estaban: Jean Arp, Georges Braque, Giorgio de Chirico, Salvador Dalí, Max Ernst, Alberto Giacometti, Wassily Kandinsky, Fernand Leger, André Masson, Roberto Matta, Joan Miró, Pablo Picasso o Yves Tanguy. Entre quienes eran de origen norteamericano, cabe mencionar a: William Baziotes, Julian Beck, Alexander Calder, Joseph Cornell, David Hare, Hans Hofmann, Willem de Kooning, Robert Motherwell, Jackson Pollock, Richard Pousette-Dart, Ad Reinhardt, Mark Rothko, Charles Seliger, Clyfford Still y Dorothea Tanning, entre otros.
Peggy Guggenheim cerró las puertas de The Art of This Century Gallery en 1947. La representación de sus artistas fue asumida por Betty Parsons, una artista y persona conocidísima en la buena sociedad de Nueva York.

## Vanguardia neoyorquina durante la Segunda Guerra Mundial
El arte abstracto no era nuevo para los artistas neoyorquinos. El grupo llamado The American Abstract Artists (AAA) se estableció en 1935. Muchos de sus miembros dejaron Nueva York en 1942 durante la Segunda Guerra Mundial, para unirse al ejército de los Estados Unidos. Durante los años de guerra quedaron pocos artistas masculinos de vanguardia en Nueva York. Generalmente, los únicos artistas o críticos que no participaron en la Segunda Guerra Mundial eran extranjeros, o inmigrantes ilegales, clasificados como 4F, insumisos, objetores de conciencia, individuos exentos o demasiado mayores. Los artistas que se quedaron en Nueva York pertenecían a alguna de estas categorías. Estos artistas masculinos junto con algunas artistas femeninas coparon las pocas galerías que estaban deseando mostrar su obra junto a los autores modernos europeos. Este grupo de artistas recibió el nombre de Uptown Group (Grupo de la zona residencial, literalmente).

## Uptown Groupantes de 1945
- Adolph Gottlieb
- David Hare
- Robert Motherwell
- Jackson Pollock
- Richard Pousette-Dart
- Ad Reinhardt
- Theodoros Stamos

Barnett Newman, un escritor y crítico muy respetado, también organizó exposiciones y escribió catálogos aunque solo más tarde pasaría a ser miembro del Uptown Group. Jackson Pollock tuvo su primera exposición individual en 1943 en la galería de Peggy Guggenheim The Art of This Century donde se le proporcionó un estipendio anual. Junto a su esposa la pintora Lee Krasner, abandonó la ciudad de Nueva York en 1945 y se trasladó a Springs, East Hampton en Long Island. Clyfford Still, un californiano que a finales de 1945 se trasladó a Nueva York, pronto se unió al Uptown Group y se relacionó con esta galería de prestigio. 
Thomas Hess, director de Art News describió así el Uptown Group:

Newman, Gottlieb, Rothko y Still cada uno pensaba (y creía) que él era el mejor pintor del mundo. Que uno debiera algo a otro no se convertía en un simple hecho, sino un tema de debate mayor, como un juicio por alta traición. Formaron una alianza táctica, no un equipo, no un estilo de grupo, ni siquiera una tendencia.
Barnett Newman, Thomas B. Hess, New York: Walker, 1969.

## The Exhibition by 31 Women
El 5 de enero de 1943 se inauguró la que se considera la primera exposición dedicada exclusivamente a mujeres artistas titulada "The Exhibition by 31 Women". La idea, según cuenta Guggenheim en su biografía, partió de Marcel Duchamp, íntimo amigo y asesor de la coleccionista, idea que aceptó inmediatamente Guggenheim, planteándolo como un escaparate que mostrase el valor de las mujeres en el arte. Desde el principio, ella buscó a artistas que compartieran su gusto por el modernismo y surrealismo.
Las treinta y un artistas que expusieron fueron: Aline Meyer Liebman, Anne Harvey, Bárbara Poe-Levee Reis, Buffie Johnson, Djuna Barnes, Dorothea Tanning, Elsa Von Freytag-Loringhoven, Esphyr Slobodkina, Eyre de Lanux, Frida Kahlo, Gretchen Schoeninger, Gypsy Rosa Lee, Hazel Guggenheim McKinley, Hedda Esterne, Irene Rice Pereira, Jacqueline Lamba, Julia Thecla, Key Sage, Leonor Fini, Leonora Carrington, Louise Nevelson, Maria Helena Vieira de Silva, Meraud Guinness Guevara, Meret Oppenheim, Milena Pavlovic Barilli, Pegeen Vail Guggenheim, Sonja Sekula, Sophie Taeuber-Arp, Suzy Frelinghuysen,  Valentine Hugo, Xenia Cage.
Guggenheim formó parte del jurado de la exposición, siendo la única mujer, junto con André Breton, Marcel Duchamp, Max Ernst, el curador James Johnson Sweeney y el marchante Howard Putzel, un conjunto que reflejaba el dominio  de los hombres en este campo, que Guggenheim audazmente retó.
La crítica que recibió la exposición fue una mezcla de sorpresa, desdén y misoginia. El crítico de Art Digest , escribió: "Ahora que las mujeres se están tomando en serio el surrealismo, no se sabe dónde terminará todo. Un ejemplo de ellas exponiendo su subconsciente puede verse con alarma en la sede de Art of this Century durante enero". James Sern, crítico de arte de la revista Time, rechazó visitar la exposición argumentando que nunca había existido una mujer artista de primer orden y que las mujeres debían dedicarse al cuidado de los bebés.